# 布尔汉丁·哈拉哈普内阁
布尔汉丁·哈拉哈普内阁是印度尼西亚共和国第15届内阁，内阁首脑是布尔汉丁·哈拉哈普总理。该届内阁于1955年8月11日成立，於1956年3月3日倒台，任期内印尼举行了独立后首次议会选举。

## 组成

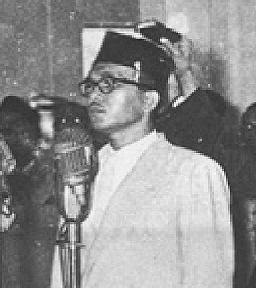
哈拉哈普总理兼防长

### 领导层
- 总理兼国防部长：布尔汉丁·哈拉哈普（马斯友美党）
- 第一副总理：查努·伊斯马迪（大印度尼西亚联盟－哈宰林派）
- 第二副总理：哈尔索诺·佐克罗阿米诺托（印度尼西亚伊斯兰联盟党）[1]

### 其他成员
- 外交部长：伊达·阿纳克·阿贡·格德·阿贡（民主党）
- 内政部长：苏纳约（伊斯兰教士联合会）
- 司法部长：卢克曼·维里亚迪纳塔（印度尼西亚社会党）
- 新闻部长：夏姆斯丁·苏丹·马克穆尔（大印度尼西亚联盟－哈宰林派）
- 财政部长：苏米特罗·佐约哈迪库苏莫（无党派）
- 农业部长：穆罕默德·萨尔詹（无党派）
- 经济事务部长：伊格纳蒂乌斯·约瑟夫·卡西莫·亨德罗瓦赫约诺（无党派）
- 交通部长：F·拉奥（国家人民党）
- 公共工程与人力资源部长：苏罗索（大印度尼西亚党）
- 劳工部长：伊斯坎德尔·特查苏克马纳（劳工党）
- 社会事务部长：苏迪布约（印度尼西亚伊斯兰联盟党）
- 教育与文化部长：苏万迪（大印度尼西亚党）
- 宗教事务部长：穆罕默德·伊利亚斯（伊斯兰教士联合会）
- 卫生部长：约翰内斯·莱梅纳（印度尼西亚基督教党）
- 土地事务部长：古纳万（国家人民党）
- 国务部长：阿卜杜尔·哈基姆（马斯友美党）
- 国务部长：苏托莫（印度尼西亚人民党）
- 国务部长：库马拉·努尔（大印度尼西亚联盟－哈宰林派）
- 交通部初级部长：阿斯拉尔丁（劳工党）[2]

## 阁员变动
1956年1月19日，来自印度尼西亚伊斯兰联盟党和伊斯兰教师联合会的阁员全体辞职，他们是第二副总理哈尔索诺·特约克罗阿米诺托、社会事务部长苏迪布约（前两位来自印尼伊斯兰联盟党）、内政部长苏纳约和宗教事务部长穆罕默德·伊利亚斯（后两位来自伊斯兰教士联合会）。国务部长苏托莫兼任代理社会事务部长，公共工程与人力资源部长苏罗索兼任代理内政部长，农业部长穆罕默德·萨尔詹兼任代理宗教事务部长。该届内阁余下的任期内只剩下一位副总理。

### 书目
- Feith, Herbert, , Jakarta: Equinox Publishing (Asia) Pte Ltd: 413–461, 2007, ISBN 979-3780-45-2 （英语）.
- Simanjuntak, P. N. H., , Jakarta: Djambatan: 148–160, 2003, ISBN 979-428-499-8 （印度尼西亚语）.